# The Monkees
The Monkees fue una banda de rock formada en 1966, cuyos componentes son originarios de la ciudad de Los Ángeles, Estados Unidos. El grupo fue creado originalmente para una comedia televisiva del mismo nombre, en la cadena NBC.

## Historia
Los miembros de la banda fueron seleccionados entre más de 500 jóvenes (entre los rechazados estaban músicos que después fueron famosos como Stephen Stills y Danny Hutton, ya que los productores estaban más interesados en crear un concepto comercial que tener músicos con talento que tocasen o compusiesen música.
Pese a ello Michael Nesmith, talentoso músico y compositor, no solamente logró obtener un lugar dentro de la banda sino que tuvo la oportunidad de integrar algunas de sus propias composiciones dentro de los álbumes que fueron producidos, en las primeras etapas, por Don Kirshner.
La serie de televisión contaba con un sentido del humor irreverente, muy similar –o más bien copiado– al de A Hard Day's Night, la primera película protagonizada por The Beatles.
Solamente dos de los cuatro integrantes de The Monkees eran músicos, es decir, Michael Nesmith y Peter Tork. Los otros dos aprendieron a tocar instrumentos sobre la marcha: Micky Dolenz la batería y Davy Jones la pandereta; aunque estos dos últimos no eran músicos profesionales, ambos cantaron un gran número de partes solistas en los temas musicales del grupo. 
En sus primeros álbumes de The Monkees, la pista musical era compuesta y ejecutada por los mejores músicos y compositores de Estados Unidos, entre los que destacaron Carole King, Neil Sedaka, Neil Diamond, así como Boyce & Hart. Debido a esto, entre los años 1966 y 1968, la banda tuvo una enorme cantidad temas en los primeros lugares de las listas de popularidad internacionales. [cita requerida]
Desde el primer momento el talento de Nesmith fue saliendo a la luz y en cada disco de la banda sus composiciones fueron ganando peso, llegando a tener cinco canciones suyas en el disco Headquarters. El resto del grupo también fue poco a poco colaborando con temas propios. A partir del disco Headquarters, ya tenían la capacidad de tocar los instrumentos en el disco, y así lo hicieron. Desgraciadamente para ellos salió a la venta el álbum de The Beatles, Sgt. Pepper's Lonely Hearts Club Band, y fueron desplazados del número 1 después de solo una semana. Además, emprendieron junto a Jack Nicholson el proyecto de la película Head, que fue un desastre; su programa se canceló, y al poco tiempo Michael Nesmith dejó la banda, comprendiendo que para sus creadores los Monkees solo fueron un producto y nada más. Posteriormente Nesmith tendría una interesante carrera en solitario y con la First National Band como precursor del estilo Country Rock.[cita requerida]
Curiosamente, en esta época The Monkees rechazó grabar "Sugar Sugar", y Kirshner, al ver la posibilidad de ahorrarse la selección y conflictos que llevaba elegir a los miembros, creó un grupo de dibujos animados, llamado The Archies, basado en la tira cómica Archie, con cuyo nombre se publicó la canción. "Sugar Sugar" fue el mayor éxito de 1969.[cita requerida]
The Monkees tuvieron éxitos de ventas como "Last train to Clarkville", "I'm a Believer", "She", "I'm Not Your Steepin' Stone", "A Little Bit Me A Little Bit You","Sweet Young Thing", "Look Out Here Comes Tomorrow", "Pleasent Valley Sunday", "When Loves Come Knockin' At Your Door", "I Wanna Be Free", "Theme From The Monkees", "Daydream Believer" y en 1986 se reunieron y tuvieron un éxito importante más "That Was Then, This Is Now".[cita requerida]

## Miembros
- Micky Dolenz: voz principal y coros, guitarra rítmica, batería, percusión (1966–1971, 1976, 1986–1989, 1996–1997, 2001–2002, 2011–2021)
- Davy Jones: voz principal y coros, percusión, batería, guitarra rítmica, bajo (1966–1971, 1976, 1986–1989, 1996–1997, 2001–2002, 2011–2012; su muerte)
- Michael Nesmith: guitarra principal y rítmica, teclados, coros y voz principal (1966–1970, 1986, 1989, 1996–1997, 2012–2014, 2016, 2018–2021; su muerte)
- Peter Tork: bajo, guitarra rítmica y principal, teclados, banjo, coros y voz principal ocasional (1966–1968, 1976, 1986–1989, 1996–1997, 2001, 2011–2018; fallecido en 2019)

## Discografía

### Álbumes de estudio
| Álbum                                    | Publicación        | Discográfica | Posición en listas |
| ---------------------------------------- | ------------------ | ------------ | ------------------ |
| The Monkees                              | Septiembre de 1966 | Colgems      | POP #1 UK #1       |
| More of the Monkees                      | Enero de 1967      | Colgems      | POP #1 UK #1       |
| Headquarters                             | Mayo de 1967       | Colgems      | POP #1 UK #2       |
| Pisces, Aquarius, Capricorn & Jones Ltd. | Noviembre de 1967  | Colgems      | POP #1 UK #5       |
| The Birds, The Bees & The Monkees        | Abril de 1968      | Colgems      | POP #3             |
| Head                                     | Noviembre de 1968  | Colgems      | POP #45            |
| Instant Replay                           | Febrero de 1969    | Colgems      | POP #32            |
| The Monkees Present                      | Octubre de 1969    | Colgems      | POP #100           |
| Changes                                  | Junio de 1970      | Colgems      | POP #152           |
| Pool It!                                 | Agosto de 1987     | Rhino        | POP #72            |
| Justus                                   | Octubre de 1996    | Rhino        | -                  |
| Good Times!                              | Mayo de 2016       | Rhino        | -                  |

### Álbumes recopilatorios
| Álbum                                    | Publicación        | Discográfica | Posición en listas |
| ---------------------------------------- | ------------------ | ------------ | ------------------ |
| The Monkees Greatest Hits                | Junio de 1969      | Colgems      | POP #89            |
| The Monkees Greatest Hits                | Julio de 1976      | Arista       | POP #58            |
| Then & Now... The Best Of The Monkees    | Junio de 1986      | Arista       | POP #21            |
| Hey Hey It's The Monkees - Greatest Hits | Marzo de 1989      | Platinum     | UK #12             |
| Listen To The Band                       | Octubre de 1991    | Rhino        | -                  |
| Greatest Hits                            | Octubre de 1995    | Rhino        | POP #21 UK #15     |
| Anthology                                | Abril de 1998      | Rhino        | -                  |
| Headquarters Sessions                    | Septiembre de 2000 | Rhino        | -                  |
| The Definitive Monkees                   | Febrero de 2001    | Warner       | UK #15             |
| Music Box                                | Febrero de 2001    | Rhino        | -                  |
| The Very Best Of The Monkees             | Abril de 2003      | Rhino        | POP #51            |

POP: Billboard 200 Album Chart
UK: UK Albums Chart

### Sencillos
- "Last Train To Clarksville / Take A Giant Step". Colgems (agosto de 1966) – POP #1; UK #23
- "I'm a Believer" / – POP #1; UK #1; MEX #2[9]

..... / (I’m Not Your) Steppin’ Stone". Colgems (noviembre de 1966) – POP #20
- "A Little Bit Me, A Little Bit You / ..... " – POP #2; UK #3

..... / The Girl I Knew Somewhere". Colgems (marzo de 1967) – POP #39
- "Alternate Title (Randy Scouse Git) / Forget That Girl". RCA (junio de 1967) – UK #2
- "Pleasant Valley Sunday / ..... " – POP #3; UK #11

..... / Words". Colgems (julio de 1967) – POP #11
- "Daydream Believer / ..... " – POP #1; UK #5

..... / Goin’ Down". Colgems (octubre de 1967) – POP #104
- "Valleri / ..... " – POP #3; UK #12

..... / Tapioca Tundra". Colgems (febrero de 1968) – POP #34
- "D.W. Washburn / ..... " – POP #19; UK #17

..... / It’s Nice To Be With You". Colgems (junio de 1968) – POP #51
- "Porpoise Song (Theme from Head) / ..... " – POP #62

..... / As We Go Along". Colgems (octubre de 1968) – POP #106
- "Teardrop City / A Man Without A Dream". Colgems (febrero de 1969) – POP #56; UK #44
- "Listen To The Band / ..... " – POP #63

..... / Someday Man". Colgems (abril de 1969) – POP #81; UK #47
- "Daddy's Song / Porpoise Song". RCA (julio de 1969)
- "Good Clean Fun / ..... " – POP #82

..... / Mommy And Daddy". Colgems (octubre de 1969) – POP #109
- "Oh My My / I Love You Better". Colgems (abril de 1970) – POP #98
- "Do It In The Name Of Love / Lady Jane". Bell (abril de 1971)
- "That Was Then, This Is Now / (Theme From) The Monkees". Arista (junio de 1986) – POP #20; UK #68
- "Daydream Believer [remix] / Randy Scouse Git". Arista (octubre de 1986) – POP #79
- "Heart And Soul / MGBGT [en vivo]". Rhino (julio de 1987) – POP #87
- "Every Step Of The Way [remix] / (I’ll) Love You Forever [en vivo]". Rhino (noviembre de 1987)

POP: Billboard Hot 100 Chart; UK: UK Singles Chart